# اسمیلاکس مراننسیس
اسمیلاکس مراننسیس (نام علمی: Smilax moranensis) نام یک گونه از سرده ازملک است.